# Синтез мінералів
Синтез мінералів (англ. synthesis of minerals; нім. Mineralsynthese f) – штучне утворення мінералів та вирощування монокристалів з елементів хімічних та їх сполук у лабораторних чи промислових установах. При промисловому синтезі мінералів користуються методами вирощування кристалів мінералів з розплавів, гідротермальним і твердо-газовим. Штучно синтезують алмази, корунд, рубін, сапфір та інші мінерали.